# Kowal (Pologne)
Pour les articles homonymes, voir Kowal.
Kowal est une ville de Pologne, située dans la voïvodie de Couïavie-Poméranie. Elle constitue une gmina urbaine du powiat de Włocławek.